# Дом в облаках
Дом в облаках (англ. House in the Clouds) — водонапорная башня в стиле «каприз» в Англии.

## История
Построена в 1923 году в деревне Торпенесс, графство Суффолк, Англия. Башня была соединена с местной ветряной мельницей, которая была построена ещё в 1803 году, но перемещена в деревню в том же 1923 году. Архитектором башни выступила лондонская компания Braithwaite Engineering Company.
В настоящее время вместо ёмкости для воды на вершине башни находится «жилой дом» в пародийном якобинском стиле и стиле Тюдоров так, что создаётся впечатление, будто он плывёт над деревьями.
Первоначально объём ёмкости для воды составлял 230 000 литров, однако в 1943 году, во время Второй мировой войны, сооружение было повреждено орудийным огнём самих англичан, которые отражали воздушные налёты немецких самолётов. Вскоре башню починили, однако стали для ремонта не было, поэтому ёмкость восстанавливали, используя её собственные покорёженные и пробитые листы, в результате чего её объём сократился до 140 000 литров.
В 1977 году в деревне появился водопровод, и «Дом в облаках» перестал выполнять свою прямую функцию. В 1979 году ёмкость для воды была демонтирована, башня полностью превратилась в гостевой дом, в котором имеется пять спален, три ванные комнаты, гостиная, посудомоечная машина, микроволновая печь, холодильник, телевизор, настольный теннис, проведён газопровод. Всё здание имеет пять этажей, наверх ведёт лестница из 68 ступеней, высота сооружения составляет около 21 метра. У подножия башни находится поле для гольфа.
26 января 1995 года «Дом в облаках» был внесён в «Список зданий специального архитектурного или исторического интереса».